# Новий Акбуляк
Новий Акбуля́к (рос. Новый Акбуляк, башк. Яңы Аҡбүләк) — присілок у складі Караідельського району Башкортостану, Росія. Входить до складу Староакбуляківської сільської ради.
Населення — 278 осіб (2010; 291 у 2002).
Національний склад:
- башкири — 94 %